# Leptotyphlops dugandi
Leptotyphlops dugandi este o specie de șerpi din genul Leptotyphlops, familia Leptotyphlopidae, descrisă de Dunn 1944. Conform Catalogue of Life specia Leptotyphlops dugandi nu are subspecii cunoscute.